# NGC 3816
NGC 3816位于狮子座，属于狮子座星系团，是一个透鏡狀星系。NGC 3816距离地球2.7亿光年，1864年由海因里希·路易·达雷首次发现。